# Graptemys pulchra
La tortuga mapa de Alabama (Graptemys pulchra) es una tortuga de la familia Emydidae, es un endemismo de Estados Unidos que se encuentra en la Bahía Mobile de Alabama, en Georgia y rara vez en Misisipi. Es la especie más grande de tortuga mapa, las hembras alcanzan una longitud de 11 pulgadas. La quilla de esta tortuga mapa no es de color negro y no tiene una cabeza variada, es amarilla. Se alimentan principalmente de moluscos, insectos, carroña y vegetales. 